# Birger Fahlborg
Carl Birger Fahlborg, född 28 januari 1880 i Kungsholms församling i Stockholm, död 26 juli 1978, var en svensk historiker.
Fahlborg blev filosofie doktor 1932. Han var docent i historia vid Stockholms högskola 1933–1949 och tilldelades professors namn 1950. Från 1939 var han ledamot i Kungliga Samfundet för utgivande av handskrifter rörande Skandinaviens historia.
Fahlborgs doktorsavhandling hette Sveriges yttre politik 1660–1664. Denna undersökning fortsattes i Sveriges yttre politik 1664–1668 (1949) och Sveriges yttre politik 1668–1672 (1961).
Fahlborg var son till litografen Uno Fahlborg (1846–1907) och Hilda Eklund. Han gifte sig 1911 med läkaren Märta Apelskog (1879–1971). Makarna är begravda på Djursholms begravningsplats.